# 商丘路
商丘路是中華人民共和國上海市虹口區一條南北走向道路，北起周家嘴路，南至東長治路，全長600米，寬8.7米。道路于20世紀初修建，最初名為元芳路。1943年更名為商丘路，路名來自於河南省商丘。